# Ли Юйцзе
Ли Юйцзе (кит. 李羽洁; род. 22 августа 2001) — китайская паратхэквондистка. Чемпионка летних Паралимпийских игр 2024, бронзовая призёрка летних Паралимпийских игр 2020.

## Биография
3 сентября 2021 года на летних Паралимпийских играх 2020 в Токио завоевала «бронзу» в весовой категории до 58 кг. В четвертьфинале Ли Юйцзе победила сербку Марию Мичев, в полуфинале уступила британке Бет Мунро, в матче за третье место победила непальскую паратхэквондистку Палешу Говердхан.
30 августа 2024 года на летних Паралимпийских играх 2024 в Париже соревновалась в категории до 57 кг и завоевала золотую медаль. Она победила в четвертьфинале француженцу Софи Каверзан, в полуфинале — бразильянку Силвану Фернандеш, в финале — турчанку Гамзе Гюрдал.